# Assemblea Nacional de Guinea Equatorial
L'Assemblea Nacional de Guinea Equatorial va ser el primer parlament de la República de Guinea Equatorial després de la seva independència en 1968.

## Història
Segons la Constitució de Guinea Equatorial de 1968, l'Assemblea Nacional (també anomenada Assemblea de la República) es componia de 35 Diputats, triats cada cinc anys per sufragi universal, directe i secret. Els diputats eren elegits en un total de quatre circumscripcions: Riu Muni (que triava 19 diputats), Fernando Poo (que escollia 12 diputats), Annobón (que escollia dos diputats) i una quarta circumscripció constituïda per les illes de Corisco, Elobey Grande i Elobey Chico (que també triava dos diputats). La repartició d'escons es realitzava mitjançant representació proporcional.
Segons l'article n.21 de la Constitució, "a l'Assemblea de la República competeix elaborar les Lleis, discutir i aprovar el pressupost i controlar l'acció governamental".
Les primeres eleccions a l'Assemblea van tenir lloc al costat de la primera volta de les eleccions presidencials el 22 de setembre de 1968. Els resultats van ser els següents:
| Partit                             | Partit                                                 | Escons |
| ---------------------------------- | ------------------------------------------------------ | ------ |
|                                    | Movimiento Nacional de Liberación de Guinea Ecuatorial | 10     |
|                                    | Movimiento de Unión Nacional de Guinea Ecuatorial      | 10     |
|                                    | Idea Popular de Guinea Equatorial                      | 8      |
|                                    | Unió Bubi                                              | 7      |
| Total                              | Total                                                  | 35     |
| Fuente: African Elections Database |                                                        |        |

Quatre dies després de la proclamació d'independència, el 16 d'octubre de 1968, el president Francisco Macías Nguema va inaugurar la primera sessió de l'Assemblea Nacional, en el palau de la Cambra agrària de Malabo. Pastor Torao Sikara va resultar elegit president de la cambra, Antonio Eworo vicepresident i Armando Balboa Dougan secretari d'actes. Al final de la sessió, Macías, acompanyat pels seus ministres d'Exteriors, Atanasio Ndongo, i d'Interior, Ángel Masié, va rebre al subsecretari d'Estat estatunidenc per a Assumptes d'Àfrica, Josef Palmer, a qui va sol·licitar ajuda.
En 1969, després de l'intent de cop d'estat d'Atanasio Ndongo, molts membres de l'Assemblea (incloent el seu propi president Pastor Torao) van ser detinguts i assassinats. El gener de 1970, ja havent-se establert el seu règim dictatorial, el President Francisco Macías dissol per decret tots els partits polítics existents, amb la qual cosa tots els diputats passen a formar part del Partit Únic Nacional dels Treballadors (PUNT). Al maig de 1971, per decret presidencial, se suprimeix la denominació d' Assemblea de la República i s'adopta oficialment el nom d' Assemblea Nacional.
Després de l'entrada en vigor de la Constitució de Guinea Equatorial de 1973, la institució va adquirir el nom d'Assemblea Nacional Popular. L'Article 56 de la constitució establia que "L'Assemblea Nacional Popular estarà integrada per seixanta diputats proposats pel Partit", mentre que l'Article 60 establia que "El Partit té potestat per revocar el mandat dels seus diputats, a qualsevol moment, per desviar-se de la línia política d'aquell o una altra causa greu". Per tant, el Partit Únic Nacional dels Treballadors passava a tenir tot el poder. Sense explicar tot l'anterior nomenat, les atribucions de l'Assemblea no van canviar massa respecte a 1968. En 1973 van tenir lloc eleccions parlamentàries on es va aprovar la llista de diputats proposada pel PUNT.
L'Assemblea va continuar funcionat fins al derrocament de Macías en 1979.
Durant la dictadura de Macías van ser assassinats dos terços dels diputats l'Assemblea Nacional escollida en 1968.